# Londoner Hof (Aachen)

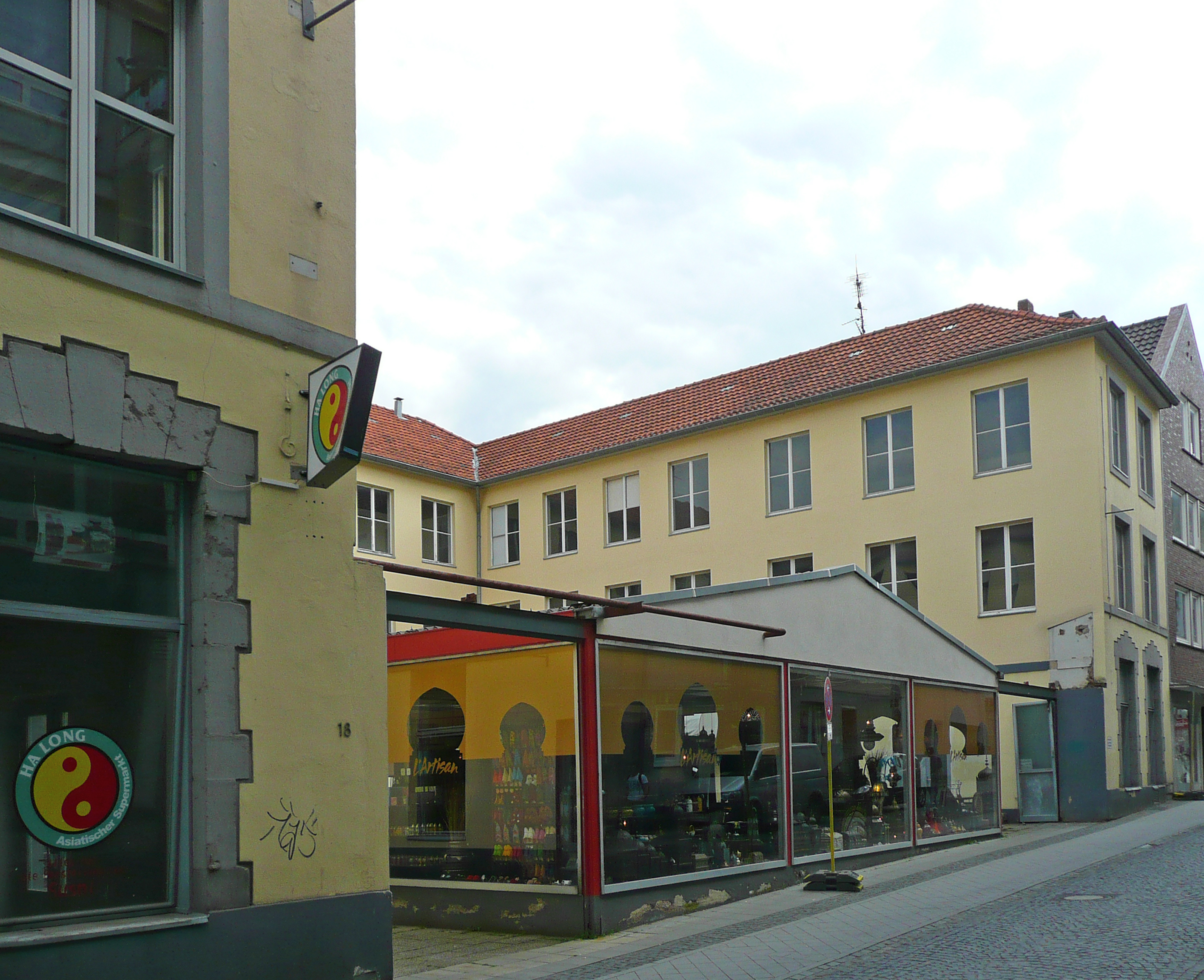
Londoner Hof 2014 – Blick westwärts
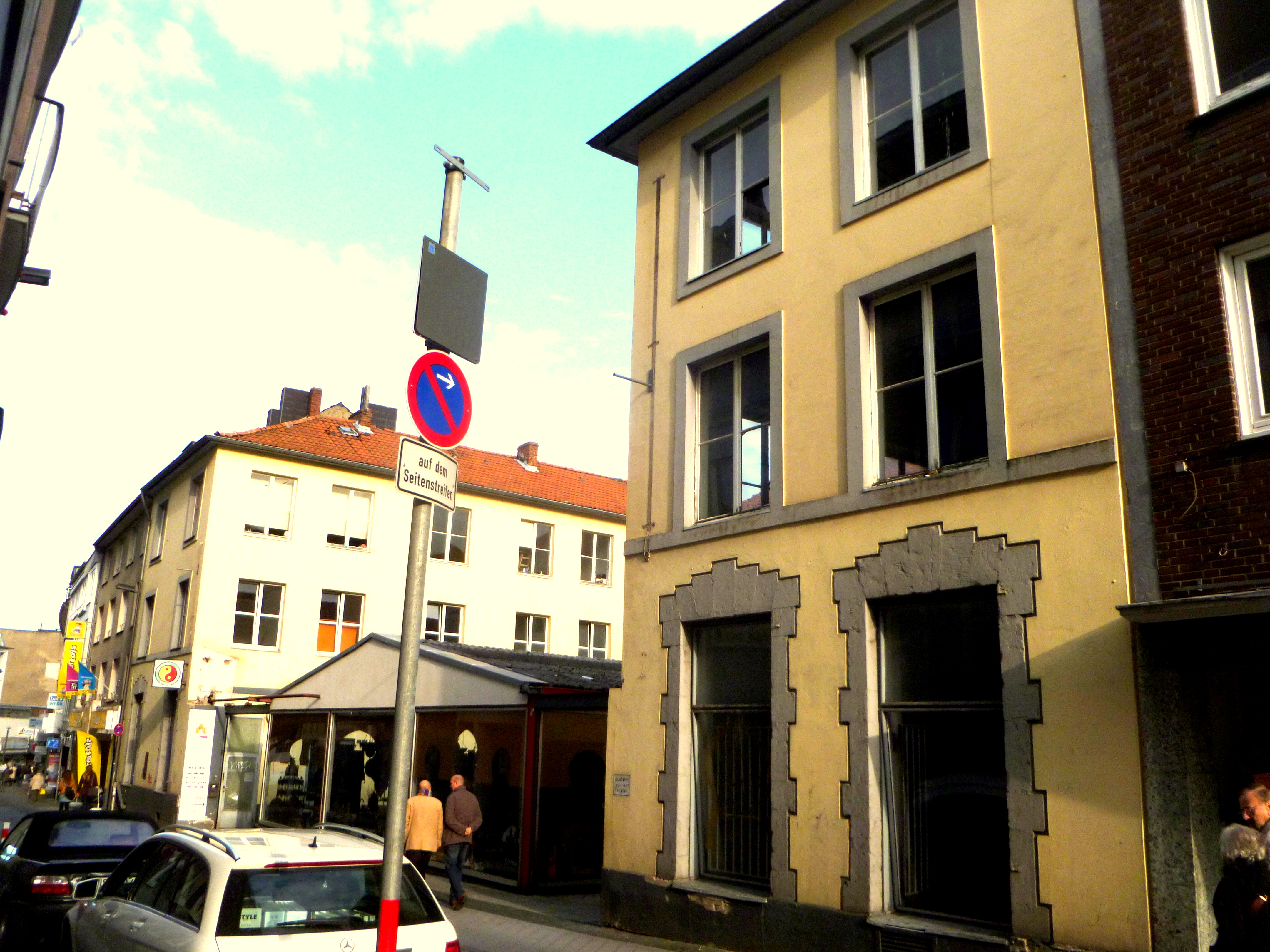
Londoner Hof 2014 – Blick ostwärts

Der ehemalige Londoner Hof war eine von Laurenz Mefferdatis erbaute repräsentative dreiflügelige Stadtvilla aus dem 18. Jahrhundert in der Kleinkölnstraße 18 in der Aachener Innenstadt, deren eigentliche Ursprünge im 15. Jahrhundert liegen. Vom heutigen dort stehenden Geschäftshaus sind nur noch das Erdgeschoss original aus der Zeit von Mefferdatis sowie der ca. 1700 m² große Grundriss erhalten geblieben, woraufhin das Gebäude 1977 unter Denkmalschutz gestellt wurde. 

## Geschichte
Erstmals wurde das Anwesen im Jahre 1485 urkundlich erwähnt, als es unter seinem damaligen Namen „Haus zum schwarzen Löwen“ durch Ablösung in die Familie von Clais von Nudorp gelangte. Ab 1625 war das Haus im Besitz des Hauptmanns in spanischen Diensten Kaspar Schnetter, der es nach den Zerstörungen durch den Stadtbrand von Aachen nicht wieder aufbaute und die Ruine dem Schöffen Johann Wilhelm von Olmüssen übertrug. Dieser ließ das Anwesen wieder aufbauen und nannte es fortan „Hof von Holland“. Im Jahr 1693 verkauften seine Kinder den Hof an den Mediziner Philipp Oliva, der diesen wenige Jahre später dem regierenden Aachener Bürgermeisters Leonhard Joseph von Lamberts zu Cortenbach vermietete. Zwischen 1713 und 1740 wurde der Gebäudekomplex vom Barockbaumeister Laurenz Mefferdatis in zwei Bauabschnitten kernsaniert und diente daraufhin zum Vorbild für weitere innerstädtische Stadtvillen wohlhabender Kaufleute und Adelsfamilien. Am 19. August 1752 verkaufte Philipps Sohn, der Bürgermeister Alexander Theodor von Oliva, das Anwesen an Heinrich Coutelier, der das Gebäude ab 1768 zu einem Gasthof umfunktionierte und es fortan „Cour de Londres“ nannte.

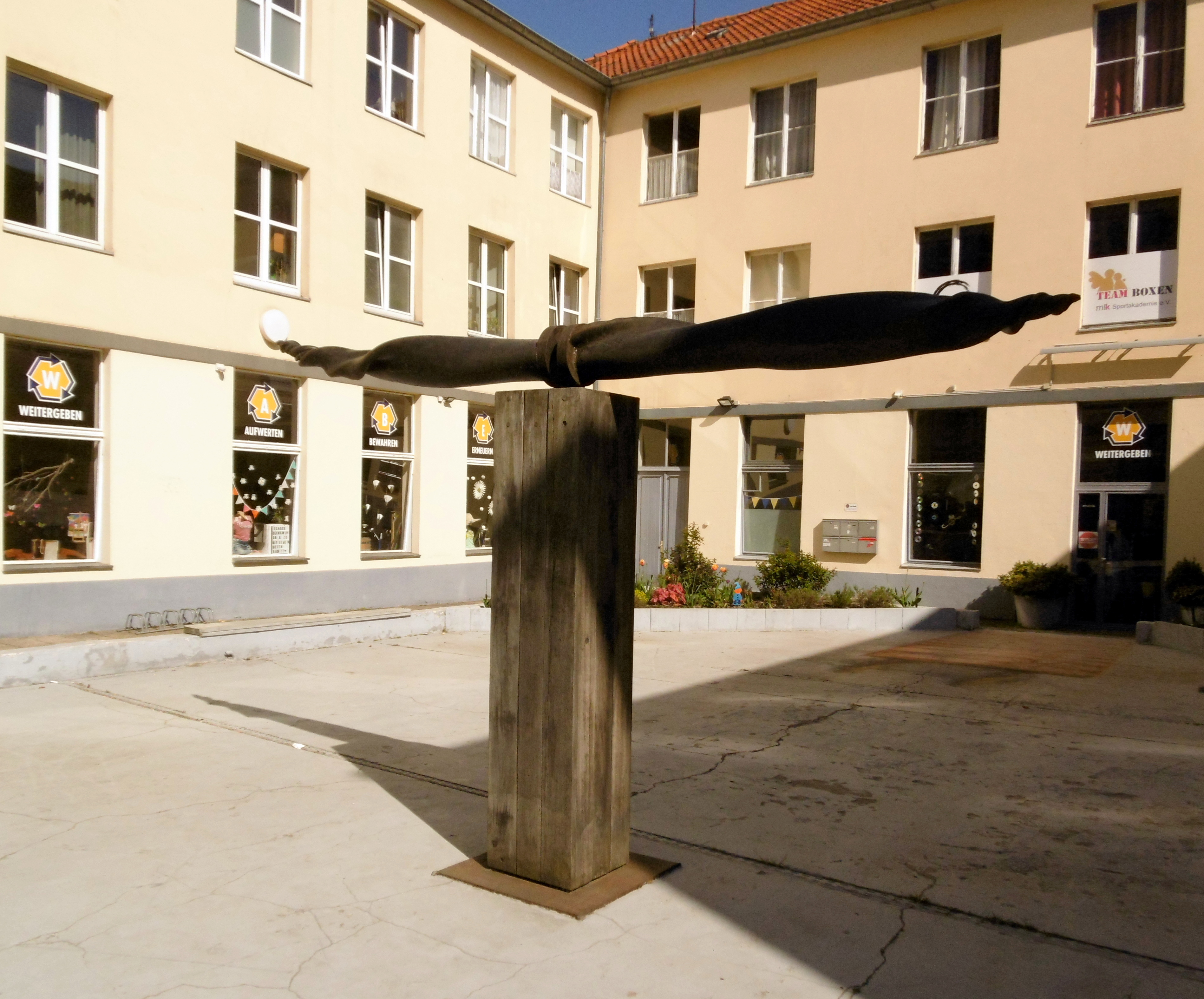
Skulptur im Innenhof

Nach dem Ausbruch der französischen Revolution diente der Londoner Hof zunächst als Versammlungsraum der adeligen Kräfte Europas, die eine Gegenrevolution anstrebten. Nach der endgültigen Besetzung Aachens durch die Franzosen im Jahre 1794 wurde hier von 1800 bis 1814 der Sitz der Präfektur des Départements de la Roer eingerichtet. Kaiser Napoléon Bonaparte war, ebenso wie in den Jahren zuvor schon der Abenteurer Casanova, regelmäßiger Gast im „Cour de Londres“. Nach dem Abzug der Franzosen im Jahr 1814 übernahm die neue preußische Regierung das Gebäude vorübergehend als Amtssitz. Wenig später diente der Londoner Hof bis zur Sanierung des Aachener Rathauses als Ausweichquartier für die erste Aachener Stadtregierung.
Drei Jahre nach dem Ersten Weltkrieg übernahm der Allgemeine Deutsche Gewerkschaftsbund das Anwesen, der 1933 von den Nationalsozialisten verboten und zerschlagen wurde. Noch während der Kriegsjahre war der Londoner Hof 1940 von einer Aachener Familie gekauft worden, die darin ein Möbelgeschäft etablieren wollte. Doch erst im Dezember 1944, nachdem Aachen schon befreit worden war, konnte der Wiederaufbau des im Zweiten Weltkrieg fast vollständig zerstörten Gebäudes beginnen und das Möbelgeschäft eingerichtet werden. Nachdem im Jahr 2004 das Möbelhaus außerhalb Aachens verlegt wurde, wird der Gebäudekomplex nach mehreren Mieterwechseln nunmehr von einem Secondhandladen des Diakonischen Netzwerkes Aachen WaBe e. V. und von dem Fan-Shop der Alemannia Aachen sowie als Mietshaus genutzt. Der Ausstellungskiosk auf dem ehemaligen Innenhof wurde abgerissen und die Fläche wieder als Hof zurückgestaltet und mit einer Skulptur versehen.

## Baubeschreibung

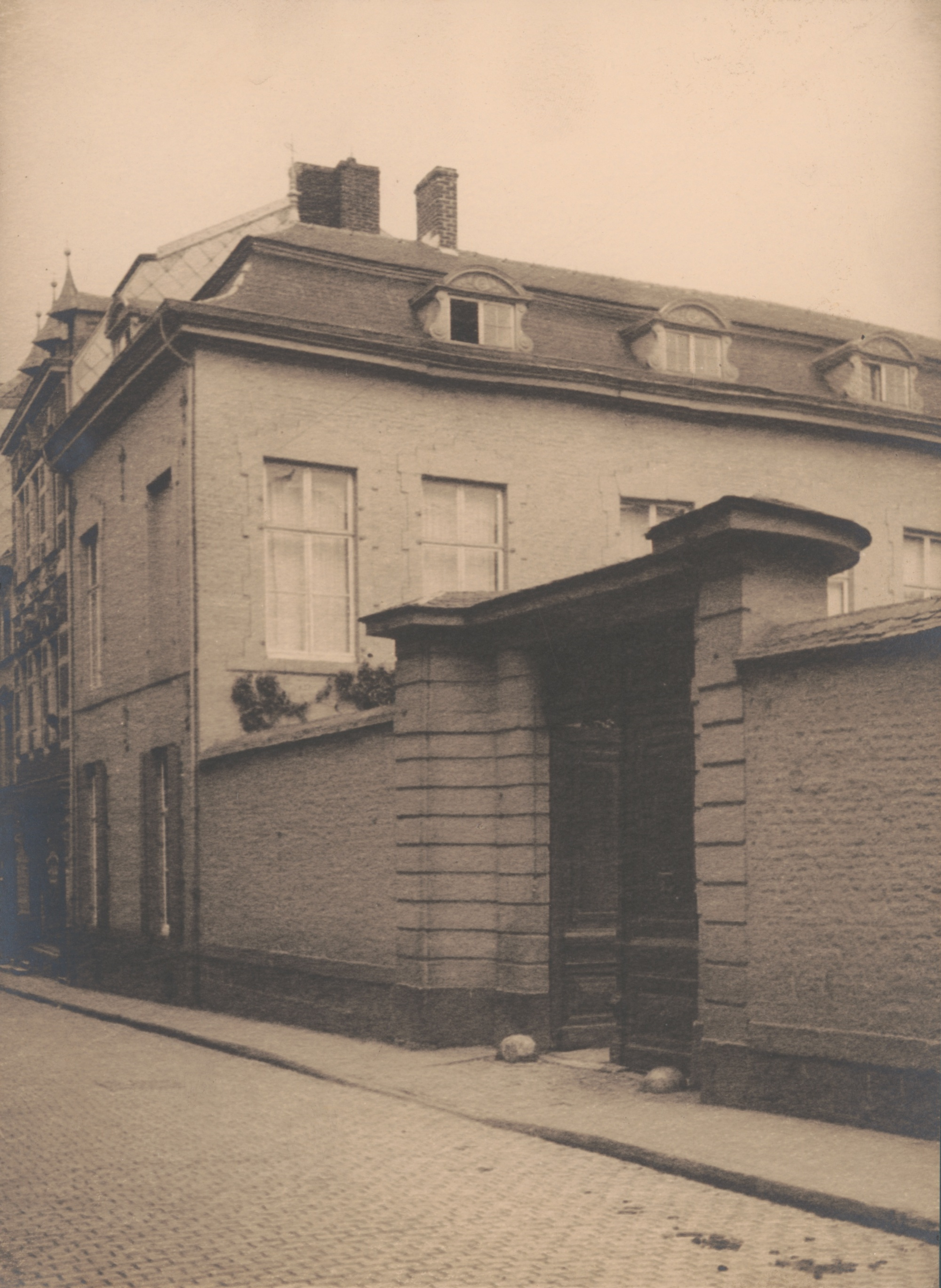
Straßenfront mit Eingangstor zum Innenhof
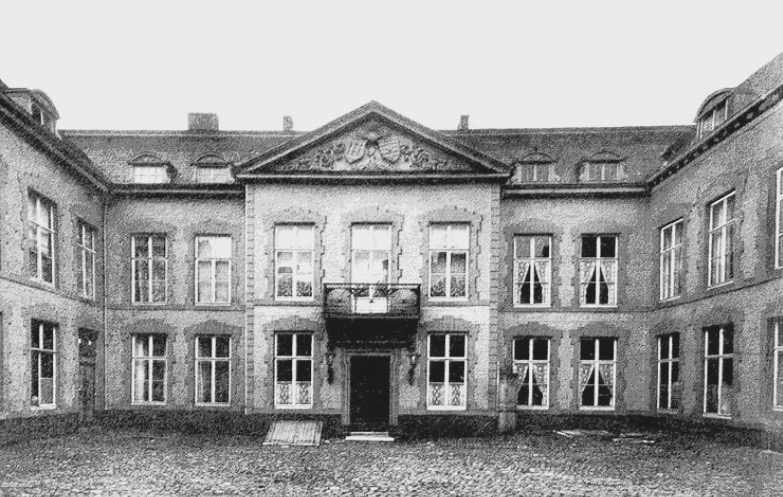
Hauptgebäude mit Innenhof (18. Jh.)

Der Londoner Hof gilt als Prototyp für die Ende des 17. und Anfang des 18. Jahrhunderts errichteten innerstädtischen Herrensitze. Charakteristisch ist die Bauweise mit Cour d’Honneur und zentralem Grundriss. Der Londoner Hof war ein zweigeschossiger siebenachsiger Bau mit dreiachsigem Risalit, der von einem klassischen Giebel abgeschlossen wurde. Dieses Gebäude war „eine der seltenen Hofanlagen in Aachen. […] Für die Aachener Baugeschichte ist der Grundriss wichtiger als die Architektur. Der Mitteltrakt enthält im Obergeschoss Vorzimmer und Saal, unten Vestibül und Gartensaal, in den Flügeln ein Vorzimmer und Treppenhaus. Saal, Schlafzimmer und die in den Seitentrakten anschließenden Fremdenzimmer sind als ein symmetrisches Muster der Mittelachse zugeordnet und durch Türen in der gleichen Flucht verbunden; es ist das erste Beispiel einer Enfilade (Grundmotiv barocker Raumkomposition) in Aachen. Dieser Grundriss hat in Aachen im Laufe des 18. Jahrhunderts eine wesentliche Verbesserung kaum erreicht.“
Der diesem Bautyp entsprechende Wylre'sche Hof ist in seiner Anlage noch erhalten.
1977 wurde der ehemalige Londoner Hof vom Landeskonservator Rheinland in dem Denkmäler-Verzeichnis eingetragen:

„Kleinkölnstraße 18 ‚Londoner Hof‘
1713 und 1730 (Mefferdatis) Wiederaufbau;
von dem 3flügeligen Stadthof nur erhalten ist die erdgeschossige Partie der beiden Straßenachsen der Flügelbauten; Wiederaufbau über alten Fundamenten unter Verzicht auf den 3achsigen Mittelrisalit.“

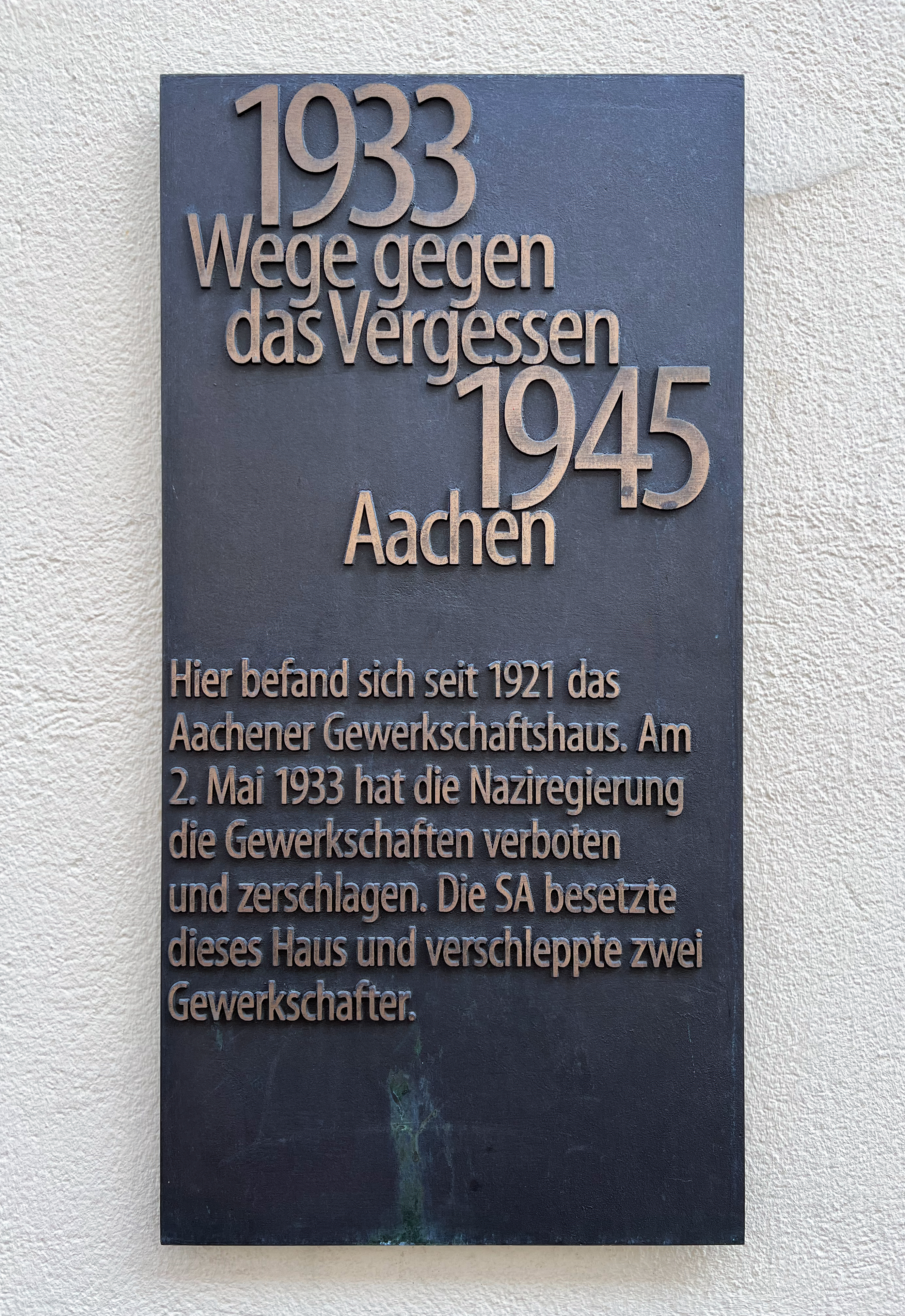
Gedenktafel Wege gegen das Vergessen

Seit 14. Juli 2016 erinnert eine zweisprachige Gedenktafel, welche von den beiden Partnerschaftskomitees Aachen-Reims und Stolberg-Valognes finanziert wurde, an die Bedeutung des Gebäudes während der Franzosenzeit mit folgender Inschrift: 

„In diesem Gebäude befand sich von 1800 bis 1814 die Präfektur des französischen Roer-Départements, das nach dem Fluss Rur benannt war. Das Département umfasste die vier Bezirke Aachen, Köln, Krefeld und Kleve. Verwaltungssitz war Aachen.“ — „En cet endroit était installée la Préfecture du département français de la Roer (d’après la rivière du même nom) de 1800 à 1814. Le département comprenait les arrondissements d’Aix-la-Chapelle, de Cologne, de Crevelt et de Clèves. Aix-la-Chapelle en était le chef-lieu.“

Im Rahmen des Projektes Wege gegen das Vergessen erinnert eine weitere Gedenktafel an die Zerschlagung des Allgemeinen Deutschen Gewerkschaftsbundes im Jahr 1933: 

„Hier befand sich seit 1921 das Gewerkschaftshaus. Am 2. Mai 1933 hat die Naziregierung die Gewerkschaften verboten und zerschlagen. Die SA besetzte dieses Haus und verschleppte zwei Gewerkschafter“